# District de Huarocondo
Le district de Huarocondo est l’un des huit districts de la province d'Anta au Pérou.
Le chef-lieu est la localité de Huarocondo.

## Toponymie
Le nom Huarocondo vient des mots quechua waru, signifiant « éboulis » et kuntur, signifiant condor, pouvant ainsi signifier « éboulis du condor ».